# Acció Democràtica Independent
L' Acció Democràtica Independent (ADI) (portuguès: Acção Democrática Independente) és un dels principals partits polítics de São Tomé i Príncipe. Fou creat en 1994 per l'aleshores president Miguel Trovoada. És un partit d'ideologia centrista i des de les eleccions legislatives de São Tomé i Príncipe de 2010 és el que té major representació a l'Assemblea Nacional.

## Història
Va participar de les eleccions presidencials de 29 de juliol de 2001, en que el seu candidat, Fradique de Menezes, va guanyar el 55,2% dels vots i va ser elegit president. Després de les eleccions Fradique de Menezes es va unir a un nou partit - el Moviment Democràtic de les Forces pel Canvi - Partit Liberal. A les eleccions legislatives de 3 de març de 2002, l'Acció Democràtica Independent va ser el principal partit de la coalició Electeral Uê-Kédadji, que va aconseguir el 16,2% dels vots i 8 de 55 escons. L'ADI va abandonar aquesta aliança i a les eleccions parlamentàries de 2006 va obtenir 11 dels 55 escons. A les eleccions presidencials de juliol de 2006 el seu líder, Patrice Trovoada, hi participà com a l'únic gran candidat de l'oposició, però va ser derrotat per Fradique de Menezes.
Trovoada es convertí en primer ministre el febrer de 2008, però fou enderrocat en maig de 2008 amb una moció de censura proposada pel Moviment per l'Alliberament de São Tomé i Príncipe/Partit Socialdemòcrata (MLSTP-PSD). En juny de 2008 Menezes demanà suport al MLSTP-PSD per a formar un nou govern. L'ADI no acceptà la proposta del MLSTP-PSD i de Menezes, argumentant que era inconstitucional, ja que era massa tard perquè la legislatura formés un govern. La qüestió fou duta ai Tribunal Suprem de Justícia.
A les eleccions legislatives de São Tomé i Príncipe de 2010 va assolir la majoria a l'Assemblea Nacional de São Tomé i Príncipe, amb 26 escons.

## Resultats Electerals

### Eleccions presidencials
| Any  | Candidat            | Primera volta | Primera volta | Segunda volta | Segunda volta | Resultat |
| Any  | Candidat            | Vots          | %             | Vots          | %             | Resultat |
| ---- | ------------------- | ------------- | ------------- | ------------- | ------------- | -------- |
| 1996 | Miguel Trovoada     | 15.344        | 41.38         | 19.887        | 52.75         | Electe   |
| 2001 | Fradique de Menezes | 25.896        | 55.18         |               |               | Electe   |
| 2006 | Patrice Trovoada    | 22.339        | 38.82         |               |               | Derrota  |
| 2011 | Evaristo Carvalho   | 13.125        | 21.79         | 31.287        | 47.12         | Derrota  |
| 2016 | Evaristo Carvalho   | 34.522        | 49.88         | 41.820        | 100           | Electe   |
| 2021 | Carlos Vila Nova    | 32.022        | 39.47         | 45.481        | 57.54         | Electe   |

### Eleccions legislatives
| Any  | Vots   | %     | Escons  | +/− | Govern   |
| ---- | ------ | ----- | ------- | --- | -------- |
| 1994 | 6.660  | 26.27 | 14 / 55 | Nou | Oposició |
| 1998 | 8.222  | 28.25 | 16 / 55 | 2   | Oposició |
| 2002 | 6.398  | 16.20 | 8 / 55  | 8   | Govern   |
| 2006 | 10.678 | 20.50 | 11 / 55 | 3   | Oposició |
| 2010 | 29.588 | 43.13 | 26 / 55 | 15  | Govern   |
| 2014 | 35.267 | 52.58 | 33 / 55 | 7   | Govern   |
| 2018 | 32.805 | 41.81 | 25 / 55 | 8   | Oposició |
| 2022 | 36.549 | 46.81 | 30 / 55 | 5   | Govern   |